# Celso Ramos (kommun)
Celso Ramos är en kommun i Brasilien.   Den ligger i delstaten Santa Catarina, i den södra delen av landet, 1 400 km söder om huvudstaden Brasília. Antalet invånare är 2 773.
Följande samhällen finns i Celso Ramos:
- Celso Ramos

I omgivningarna runt Celso Ramos växer huvudsakligen savannskog. Runt Celso Ramos är det glesbefolkat, med 12 invånare per kvadratkilometer.